# McCloud (Kalifornia)
McCloud – jednostka osadnicza w Stanach Zjednoczonych, w stanie Kalifornia, w hrabstwie Siskiyou.